# Авілов Микола Вікторович
Мико́ла Ві́кторович Аві́лов (нар. 6 серпня 1948, Одеса) — український радянський легкоатлет, десятиборець, олімпійський чемпіон, світовий рекордсмен.

## Життєпис
Народився 6 серпня 1948 року в Одесі.
Зайняття легкою атлетикою розпочав у 6 класі школи. Займався в одеській ДЮСШ № 5 у тренерів Єлизавети Іванкової та Володимира Кацмана. У 1964 році був включений до складу юнацької збірної Української РСР як багатоборець. На IV Спартакіаді народів СРСР у 1967 році посів 5-е місце.
У 1968 році увійшов до трійки призерів чемпіонату СРСР і був включений до складу збірної СРСР на літніх Олімпійських іграх в Мехіко, де посів 4-е місце.
У 1972 році стає чемпіоном Радянського Союзу й у складі збірної команди СРСР вирушає на ХХ літні Олімпійські ігри до Мюнхена. Встановивши світовий рекорд, Микола Авілов стає олімпійським чемпіоном у десятиборстві з результатом 8 454 очки.
Двічі поспіль (у 1975 та 1976 роках) виграє чемпіонат СРСР. На ХХІ літніх Олімпійських іграх 1976 року в Монреалі (Канада) з результатом 8 369 очок посів третє місце.
На відбірковому турнірі до ХХІІ літніх Олімпійських ігор в Москві посів 5-е місце, після чого закінчив кар'єру спортсмена й зайнявся тренерською роботою.
Мешкає в Одесі.
У 1974 році був знятий документальний фільм «Два дні Миколи Авілова» (режисер Едуард Даргольц).

## Державні нагороди і почесні звання
- Орден Трудового Червоного Прапора (1972).
- Заслужений майстер спорту СРСР.